# Zamarada funebris
Zamarada funebris är en fjärilsart som beskrevs av M.Gaede 1915. Zamarada funebris ingår i släktet Zamarada och familjen mätare. Inga underarter finns listade i Catalogue of Life.